# Bruce Westerman
Bruce Eugene Westerman (Hot Springs, 18 novembre 1967) è un politico statunitense, membro della Camera dei Rappresentanti per lo stato dell'Arkansas dal 2015.

## Biografia
Nato a Hot Springs, Westerman si laureò a Yale e trovò lavoro come ingegnere.
Entrato in politica con il Partito Repubblicano, nel 2010 venne eletto all'interno della legislatura statale dell'Arkansas, dove rimase per quattro anni.
Nel 2014 si candidò alla Camera dei Rappresentanti per il seggio lasciato da Tom Cotton e riuscì ad essere eletto deputato.